# Funai Kakeru
Funai Kakeru (舩木 翔) (Tokió, 1998. április 13. –) japán válogatott labdarúgó.

## Klub
A labdarúgást a Cerezo Osaka csapatában kezdte. 2017-ben japán ligakupa es Császár Kupa címet szerzett.

## Nemzeti válogatott
A japán U20-as válogatott tagjaként részt vett a 2017-es U20-as labdarúgó-világbajnokságon.